# Chimonobambusa rigidula
Chimonobambusa rigidula là một loài thực vật có hoa trong họ Hòa thảo. Loài này được (Hsueh & T.P.Yi) T.H.Wen & Ohrnb. mô tả khoa học đầu tiên năm 1990.